# カジサックの部屋
『カジサックの部屋』（カジサックのへや）は、お笑いコンビ・キングコングの梶原雄太扮する「カジサック」が投稿するYouTubeチャンネル。なお、現在のYouTube上でのチャンネル名は「カジサック KAJISAC」だが、ヘッダーには現在も「カジサックの部屋」との表記がある。

## 概要
「新人YouTuberのカジサックが色々な人から学ぶ・聞く」をコンセプトに掲げ、石田明（NON STYLE）やスーパーマラドーナなどの同期芸人や芸能事務所の壁を超えた人気芸人とのトーク企画や、他のYouTuberとのコラボ動画、各種挑戦動画、家族総出演（通称、ファミサック）の家族動画など、その内容は多岐に渡る。
2018年12月に開設したサブチャンネル「カジサックの小部屋」はお蔵入り動画やメインで投稿するほどでもない動画などゆるい雰囲気をコンセプトにし、2020年7月31日に開設されたゲームチャンネル「カジサックのゲーム部屋」は主にチームやコサック達がゲームをする動画や生配信が投稿されている。
単独もしくは少数で制作するYouTuberが多い中、当チャンネルはチームカジサックと呼ばれるチーム制で制作され多くのスタッフが携わり、原則週4日配信（火・木・土・日）を実現している。これは本人曰く「テレビ的な作りを意識した」とのことで、動画の要素もYouTubeらしさとTVらしさが混在している。また、動画を常にストックしており、2か月前や半年前の動画も公開されることがあり、ストック系YouTuberという名称も持つ。
動画内でアドバイスした中田敦彦（オリエンタルラジオ）や動画で共演した堤下敦（インパルス）、陣内智則など、吉本興業を中心に多くの芸人がYouTube活動をスタートさせるきっかけを作り、芸人YouTuberとして大きな影響力を発揮している。また、コメントチェックを開始から欠かさずしており「厳しい批判コメントでも、心に刺さったらいいねを押す」と謙虚な姿勢を示している。
また、妊娠などに関するデリカシーのないコメントや、家族・女性陣に対する不快なコメントは削除し「やめてほしい」と啓発している。コメントチェックは毎日3時間欠かさず行っているが、何度も文字酔いをして嘔吐している。
「テレビとYouTubeの融合」を目標としてきたが、テレビ側があまりにも固すぎるため、断念を宣言している。

## 開設と100万人までの推移
いつからかは不明だが、2018年の8月から会議を行っていた。当時のスタッフは6 - 8人ほどしかいなかった。現場担当者がトンボ・土橋・そして海野の3人だった。会議だけではなく、LINEでも梶原本人の熱い思いを皆に話すが、海野は外れる。トンボ曰く「温度感についていけなかった」とのこと。その代わりに入ったのが中野。当時トンボは梶原に誘われた時「Youtubeかぁ。梶さんが言うならやります」と軽い気持ちだったが、梶原から戦略や気持ちを話されるうちに、より真剣に考える。しかし、トンボ曰く「どれが正解なのか何も分からない状態の会議や撮影が不安でしかなかった。長時間の電話は耳が取れるかと思った」と話している。「2019年12月末でチャンネル登録者数が100万人に届かなかった場合は芸人を引退（同時にキングコングの解散も意味）する」と宣言し、2018年10月1日にチャンネルを開設したが、実際には9月くらいから撮影を開始していた。1本目のその動画は低評価3万超え（現在は低評価非公開）で、当時は「無理に決まっている。Youtube舐めるな」などの批判コメントなどが多く、波乱の幕開けであった。2019年7月11日に100万人登録を達成した。カジサックは、100万人行かないわけがない。ただ、行かなかったら本当に辞めていたと言っている。100万人達成の目標に対して後に対談したYouTuberの内、フィッシャーズのシルクロードは「確実に行くと思った」、水溜りボンドのトミーは「行きそうだと思った」と語っているのに対し、はじめしゃちょーや水溜りボンドのカンタは「無理だと思った」と語っており、YouTuberの間でも予想は割れていた。100万人登録突破の生配信では、カジサックを筆頭に、チームのトンボ・ヤスタケや編集者やKAJISAC HOUSEのメンバーも出演し、視聴者やチームの一員に感謝を伝えた。トンボは大号泣して、ヤスタケも涙を流しながら感謝を伝えた。2025年1月1日現在のチャンネル登録者数は244万人を超え、総再生回数は19億回を超える。
YouTuberになったきっかけは、イベントで共演した大物YouTuberの水溜りボンド、フィッシャーズの若者人気の凄まじさに衝撃を受けたこと、雛壇中心の芸能活動に限界を感じ新たな挑戦を求めていたことなどを理由として挙げている。デビューにあたって、約1年間を準備期間に充て、人気YouTuberのラファエル、ヒカル、へきトラハウスのアドバイスを受けている。特にラファエルに対しては「一番尊敬をしている存在」「すべてはラファエルのおかげ」として「師匠」と呼んでいる。
YouTube活動をする上での大きな目的として「YouTubeとテレビの架け橋的な存在」になることを掲げている。常に「テレビを観なくなっている若者たちにも芸人の面白さを知ってもらいたい」と語っており、芸人だけでなく番組スタッフなどもゲストとして呼んでいる。カジサックとして『ダウンタウンDX』などバラエティ番組にも出演している。

## 会議
会議は1週間に1回開き、主に動画の企画などを考えているが、2週間に1回のペースで会議が行き詰まるとの事。この会議はドッキリ動画などで隠し撮りされることもある。過去には吉本興業新宿本社で定例会議をしていたが、現在はチームカジサックの事務所で撮影・会議などを行っている。事務所には最初はヤスタケが住んでいた。その後ヤスタケがタワーマンションに引っ越したため、土橋が空いた事務所に住んでいたが、チームカジサックを卒業のため引越し、誰も住んでいない時期があったが、現在は東京滞在時のツネが住んでいる。過去には西新宿のマンションを借りていた。

## 構成

### メインチャンネル
2018年10月1日開設。動画開始から終了までに決まった流れがある。まず扉が開いてカジサックの「どうも、カジサックです！さあ、今日なんですけども！」という挨拶から始まる。
家族やスタッフも動画に登場する時はカジサックに続いて年功序列に「どうも○○です」と順番に挨拶が始まるが、コジサックやせんちゃんが登場する時は最後で、挨拶の後にギャグを挟んでカジサックに突っ込まれるのが定番（せんこじチャンネルの場合はコジサックが先に挨拶する）。
動画内容の説明が終わった後「というわけで本日もおなしゃす！」の言葉で一旦扉が閉まり、動画本編が開始される。なお、家族が総出演したり、他のチームカジサックメンバーと一緒の場合などは「おなしゃす」の挨拶を全員でやるため「せーのっ、おな、しゃす」のように全体的にテンポがゆっくりになり、さらに多くはコジサックの「はいマッチョ」というギャグが続く。
本編動画終了後に一旦扉が閉まった後、子供たちの「おーまーけー」の声の後に短い番外編動画があり、そこでオチがついたところでエンディングの定番画像のバックでカジサックの「最後まで観ていただきありがとうございます（中略）またお会いしましょう！」という声で動画が終了する。
編集はツネやりゅうじ、ユカコ編集長を始めとした編集チームが、企画は放送作家がいた時期はトンボや吉富が考案していた。
2025年5月から文字のフォントが変わった。

### サブチャンネル
2018年12月2日開設。サブチャンネルである小部屋は基本おまけがつかず、動画本編に字幕がないことが多いなど簡略化されており、そのため告知などで急を要する物などが配信しやすくなっている。しかし、ツネからの発案でテロップが入る動画も増えてきている。
2020年10月25日から、新企画のラジオ「カジサックの屋根裏部屋」が始動。2020年12月7日から「土橋のグルメ」が始動。基本的にサブチャンネルではゆるい動画が投稿されるほか、メイン動画の裏側や、ヨメサックの激辛企画などが投稿される。
また、最近ではカジサック夫妻とトンボ夫妻で届いた料理を食べる動画などが投稿されている。
編集は小部屋担当リーダーであるツネ・りゅうじが担当している。

### カジサックのゲーム部屋
2020年7月31日開設。ゲーム実況に特化した3番目のチャンネル。
動画内容の説明が終わり「おなしゃす！」の後に、せんちゃんの「はっじまっるよー」の言葉でゲームがスタートする。
試合で負けてしまったときなどにせんちゃんの「つぎ、いってみよー！」で、リベンジ。
ゲームが終了すると、せんちゃんの「きょうはこれでおわり」で、本編の動画内容が終了する。
初期の頃は月曜日、水曜日、金曜日の16時や同日の深夜の時間帯に生配信を行ったり、普段投稿されない火曜日・木曜日の16時に投稿されることがあったが、2023年5月20日からは火曜日、土曜日を固定で生配信を行っている。カジサックも出演するが、スタッフのトンボ、ヤスタケ、ツネ、コサックたちのゲームプレイが中心。時にはオイサックも出演する。
内容は主に、フォートナイト・スプラトゥーン2・マインクラフト・大乱闘スマッシュブラザーズ・ホラーゲーム・APEX・あつまれどうぶつの森など様々なゲームを行う。
生配信は基本的に、平日は夜や深夜の時間帯などに行い、休日は昼の時間帯などに行う。普段ゲーム部屋にはあまり登場しない中野・りゅうじも登場する。オリジナルキャラクター「トト専務」や「ショーン」として登場することもある。
ヤスタケが管理担当であり、編集はユカコ編集長。

### 梶原雄太の部屋
2021年7月1日開設。このチャンネルでは、ゆるい動画を投稿するというコンセプトで、とにかく梶原が緩い動画を投稿する。そのため、テロップは一切つかず、カットもBGMもない。準レギュラーとして堤下敦が参戦している。しかし、カジサックチャンネルとは別で、サックしとしてではなく「友達」として登場する。基本的にヤスタケが唐突にカメラを回すので、梶原は戸惑うことが多い。
主に、月・水・金・土の1週間に4回投稿されるが、緊急動画や急遽発表する動画もあるため、その場合は別日に投稿されることもある。梶原と親交が深い芸人がたまに登場し、過去には石田明、なかやまきんに君、じゅん院長が登場している。編集は全てヤスタケが担当している。

### カジサックが切り抜く部屋（休止中）
2022年1月10日開設。このチャンネルでは、カジサックチャンネルの一部シーンを切り抜きするほか、未公開シーンも切り抜く特殊なチャンネル。
全ての曜日に投稿されている。編集はユカコ編集長。

## 主な登場人物
主に動画にも登場する主要人物は以下の通り。
| 名前           | 生年月日               | 性別 | 本名                                  | 身長                        | メンバーカラー                                                                                              | 出身地          | 備考                                                         |                                                 |
| -------------- | ---------------------- | ---- | ------------------------------------- | --------------------------- | --- | --------------- | ------------------------------------------------------------ | ----------------------------------------------- |
| カジサック     | 1980年8月7日（45歳）   | 男性 | 梶原雄太（かじわら ゆうた）           | 164cm                       | 黒■ | 大阪府          | チームカジサックのリーダー                                   |                                                 |
| ヨメサック     | 1985年11月14日（39歳） | 女性 | 梶原未来子（かじわら みきこ）         | 165cm                       | 赤■ | 広島県          | カジサックの妻                                               |                                                 |
| ヤスタケ       | 1979年3月16日（46歳）  | 男性 | 山口安威（やまぐち やすたけ）         | 175cm                       | マゼンタ■                                                                                                   | 東京都          | 現場スタッフ ゲーム部屋のリーダー                            |                                                 |
| あしゅりー     | 1996年2月4日（29歳）   | 女性 |                                       | 不明                        | | 愛知県          | 現場スタッフ 編集も担当                                      |                                                 |
| ユカコ編集長   | 1991年11月5日（33歳）  | 女性 | 仁科友香子（にしな ゆかこ）           | 160～166cmくらい            | 赤紫■ | 佐賀県          | 編集スタッフ                                                 |                                                 |
| ツネ（元2700） | 1982年10月15日（42歳） | 男性 | 常道啓史（つねみち ひろし）           | 179cm                       | 青■、メンバー正式加入後はオレンジ■ ツネ嫁は赤紫■、ツネの子供達はハルくんが赤■、コウくんが紫■、アオくんが青■ | 大阪府          | 現場スタッフ 編集も担当                                      |                                                 |
| 木島くん       | 1996年1月2日（29歳）   | 男性 | 木島隆博（きじま たかひろ）           | 177cm                       | 薄い紫■茶色■または青■                                                                                       | 和歌山県        | 担当マネージャー                                             |                                                 |
| とうじ         | 2007年10月9日（17歳）  | 男性 | 男子                                  | 梶原冬詩（かじわら とうじ） | 170cm | 水色■           | 東京都                                                       | 高校3年生 長男 チームカジサックのお手伝いも担当 |
| かんちゃん     | 2009年7月31日（16歳）  | 女子 | 梶原叶渚（かじわら かんな）           | 151cm                       | ピンク■ | 高校1年生 長女  | 東京都                                                       |                                                 |
| コジサック     | 2012年9月7日（12歳）   | 男子 | 梶原寅次郎（かじわら こじろう）       |                             | オレンジ■                                                                                                   | 中学1年生 次男  | 東京都                                                       |                                                 |
| せんちゃん     | 2016年5月3日（8歳）    | 女子 | 梶原千鈴（かじわら せんり）           |                             | 黄緑■ | 小学3年生 次女  | 東京都                                                       |                                                 |
| はるちゃん     | 2020年2月22日（5歳）   | 女子 | 梶原羽留（かじわら はる）             |                             | 黄色■ | 幼稚園年長 三女 | 東京都                                                       |                                                 |
| オカン         | 1949年5月（75歳）      | 女性 | 梶原次子（かじわら つぎこ）           | 不明                        | 赤■ | 大阪府          | 梶原兄弟の母 ヨメサックの義母 コサックたちの祖母             |                                                 |
| アニサック     | 不明                   | 男性 | 梶原シュンスケ（かじわら しゅんすけ） | 不明                        | 暗い青■濃い茶色■または青■                                                                                   | 大阪府          | カジサックの次兄                                             |                                                 |
| オイサック     | 2007年1月29日（17歳）  | 男性 | 梶原聡太郎（かじわら そうたろう）     | 170cm以上                   | 青■または緑■                                                                                                | 大阪府          | カジサックの甥 コサックたちのいとこ                          |                                                 |
| ゲン           | 不明                   | 男性 | 徳原秀晃（とくはら ひであき）         | 不明                        | 青■または緑■                                                                                                | 不明            | カジサックの親友                                             |                                                 |
| 西貝先生       | 不明                   | 男性 | 赤貝雅裕（あかがい まさひろ）         | 不明                        | 青■ | 不明            | カジサックとゲンの母校である太成学院大学高等学校の担任の先生 |                                                 |
| 大アニサック   | 不明                   |      | 梶原大輔（かじわら だいすけ）         | 不明                        | | 大阪府          | カジサックの長兄                                             |                                                 |

### チームカジサック
YouTubeチャンネル『カジサックの部屋』を開設する前に結成されているスタッフ集団。別名は「梶原工務店」「株式会社カジサック」で、毎週キングコングでは、よく挙げられている。モットーは「義理人情」。
現場チームと編集チームに分担されていて、現場はカジサック・ヤスタケ・ツネ・りゅうじ・木島・あしゅりーが、編集チームはユカコ編集長含む13人が担当している。また、現場チームを担当しているツネもメインチャンネルの動画の編集を担当することもある。
2024年までは現場に吉富が参加、企画の制作には主にトンボが行っていた（元メンバーの項を参照）。

#### カジサック
詳細は梶原雄太を参照。
- NSC大阪校22期生。NSC東京校5期生などと同期であり、NON STYLE・平成ノブシコブシ・南海キャンディーズなどと同期。
- チームからはカジサック・梶さんと、同期・先輩芸人からは梶（カジ）・梶原、ヨメサック（たまにトンボ）からは雄太、コサック達からはパパ、オイサックからはゆうおじちゃんと呼ばれている。
- 主にメインでカジサックとして活動。ごくまれに声の出演をする。
- チームカジサックのリーダーで中心的人物。キングコングではボケ担当だが、動画内ではツッコミが多い。
- カジサックの由来は本人曰く、自身が出演していたバラエティ番組『はねるのトびら』（フジテレビ系列）の滑ったコントで演じたキャラクターの名前。また、コントのカジサックが生まれたのは、当番組で総合演出を務めた近藤真広によると、梶原は「僕顔芸とかすげぇ自信があるんです。めっちゃ面白い顔できるんです」と言い、近藤は「顔では大人は笑わないよ」と止めたものの、梶原は「動きと顔で絶対笑い取りますから」と言われ、近藤はタイ人のムエタイ選手「カジサック」が戦いの舞の後に動きと顔芸で笑いを取るコントとして生まれたが、思いのほか滑ってしまい、近藤は「俺は初めてスタジオの空調の音を聞いた」と回顧するほどであった[動画 6]。それ以来『ドラゴンクエスト』や『ファイナルファンタジー』などのゲーム名を決める時は、必ず「カジサック」にしていた[注 4]。
- 基本的に先輩芸人や先輩YouTuberに対しては、たとえ年下でも敬語で接し、同期の芸人でもあくまで「お客様」として迎えているため、敬語とタメ口を混ぜてトークしているが、お酒に酔ったときは完全にタメ口になることがよくあり、準レギュラーが集結した際はタメ口になることがある。
- 当チャンネルの準レギュラー・中田敦彦の分析からは「究極の聞き役」と呼ばれている。
- また、カジサックではタバコは吸わないが、梶原雄太ではタバコを吸う。
- 本人曰く、梶原雄太からジャージを着てタオルを巻き、カジサックになるとスイッチが変わるという。

#### 現場スタッフ
狭義のチームカジサックではこちらを指し、動画レギュラーメンバーであり吉本興業の商材写真にも登場する。
ヤスタケ
- 元芸人。元吉本興業所属。NSC東京校8期生[注 5]。ヤスタケ、ヤスタケさんと呼ばれている。サレジオ学院中学・高等学校出身。
- ほぼ全ての動画において声の出演している現場スタッフ。初期メンバーでなく、元々はMC業をしていたが、カジサックに誘われて2018年末にチームカジサックに加入。主な職業はカメラマンではなく、インスタグラマーだと本人は語っている。あくまでも自称である。
- 「ちんぺい」・「ラフコン」のトリオで、「ヤスタケコレクション」というピンで芸人をしていた。「ヤスタケコレクション」の芸名はイシバシハザマが命名した。本人曰く、芸人時代では結果を出せていなかったので、その分働かせてほしいとの気持ちが大きく、動画内でも「15年休んでたから。15年働かしてくれ。」とよく言う。
- 動画カメラマンとして一番多く参加し笑い役を担っている。しかし笑い方で弄られ、過去にアンチかるた企画で「ヤスタケの　魔王みたいな笑い方　なんとかしてほしい」と書かれ、それ以降「魔王」と呼ばれることもあり、たまに動画で魔王のコスプレをして登場し、「フハハハハハハハハ！」と魔王の様な笑い方をする。
- また、50m走では、当時42歳にして7秒20の高タイムを記録している[動画 7]。
- ベビーシッターの資格を持っている[動画 8]。
- 温泉ソムリエ・上級救命の資格も持っている。小学校時代の運動会に持って行った水筒の飲み物がロイヤルミルクティーだったり、幼稚園の頃のお弁当にホットドッグが入っていたりと、行動や持っているものがオシャレであり、カジサックやトンボから「ヤスタケしてる～」「ヤスタケェ～」と言われている。たまに子供たちや生配信で視聴者からも呼ばれる。
- 中学受験をしたことがあり[動画 9]、テスト企画ではいつも高得点(理科と英語は100点、社会は80点)[動画 10]。中学・高校とバスケ部に所属。英語が話せる[動画 11]。
- 最近ではユカコ編集長から編集を教わり、本人曰く、ずっと「およげたいやきくん」をユカコ編集長と一緒に歌っていたという。
- 2020年6月28日の動画で引っ越したが、ヤスタケの家は撮影部屋・事務所でもあるため、カジサックやトンボなどがドッキリで忍び込むことがある。
- アンチコメント動画で「ヤスタケはヨメサックのことを狙っている。」とカルタに「ヤスタケはりおちゃんのことを狙っている。」と穴埋めクイズにされ、基本的にメンバーの妻を狙っているという設定になってしまい「人妻ストライカー」というあだ名がついてしまった。また、このあだ名があつ森の掲示板に記載されたことがある。視聴者からは次回のアンチコメント動画では「ツネの奥さんを狙っている」などとクイズにされるのではないかと言われている。もちろん実際には誰の妻も全く狙っていない[動画 12]。
- 浜田雅功（ダウンタウン）や井本貴史（ライセンス）に可愛がられている。仕事がない時に吉本を辞めるかどうしようか悩んでいた時に「吉本という看板があって仕事とかをもらってるんだったら、かわりに「浜田さんに可愛がってもらっていて」って言ってええで。安心して自分の好きな道選び。」という浜田の助言のおかげで辞めると決心した。ライセンスの井本は「俺の人生を変えてくれた親父」と慕っている。
- 昔からタワーマンションに住むのが夢で、2021年11月16日にタワーマンションに引っ越した事を公表した。ちなみにヤスタケが住んでいた事務所兼家は、現在土橋が住んでいる[動画 13]。
- 2022年6月30日の動画で、元モーニング娘。の新垣里沙と入籍したことを公表した[9]。ただし、ヨメサックやりおちゃん、ツネ嫁の様に動画には出演していない。ヤスタケ曰く、「身内といる時は(仕事の)スイッチがオフになっており、撮影時はスイッチがオンになっている。そのバランスを取ることが自分の中で難しい」との事であり、カジサック達や新垣にもそれを伝えた上での処置である[動画 14]。
- 実家でシンゲンという猫を飼っていたが、3月21日付の動画で天国に旅立ったことを公表している。
- はねるのトびらの総合演出の近藤から「相槌とか笑いの間とか笑いとか超上手」と称賛されている[動画 15]。
- 鼻の穴に500円玉を6枚入れることができる[動画 16]。
- ゲーム部屋では、基本的にプレイする人の隣でゲームを拝見している。また、生配信ではカジサック・トンボ・とうじと出演し、コメント読みを担当する。しかし、APEXやあつまれ どうぶつの森、フォートナイトではヤスタケ自身がプレイをする。

ツネ
- NSC大阪校27期生。NSC東京校10期生などと同期であり、オリエンタルラジオ・諸見里・トレンディエンジェルなどと同期。ツネやツネさんと呼ばれている。2021年2月7日加入。
- 加入メンバー及びカジサック以外のメンバーとしては初の芸人。コジサックがよくやっているホットヒーヒーなどのギャグは彼のネタ。
- 主に小道具や編集や声の人など様々な役割で活動している。
- コサック達ととても仲が良く、コジサックに新ギャグを伝授したりしている。主に2700のネタ（このダンスをするや右ひじ左ひじ交互にみてなど）に特化した動画が投稿されている。
- 特技は飲んだ物を戻せる人間ポンプ。ゲーム部屋ではスプラトゥーン2をプレイしている。時に生配信をする。
- 2021年5月31日に、ツネの個人チャンネル「Mr.RainbowMan ミスターレインボーマン」を開設し、2021年6月1日にカジサックの小部屋で正式に発表した。
- 既婚者で、12歳の双子（ハルくんとコウくん）と8歳（アオくん）の3人の子供がいる。
- ゲーム部屋では、ヤスタケ又はユカコ編集長と出演し、プレイをする。ビクロイ10回するまで帰れま10では「Tsune Eats」として出演し、ツネが様々な差し入れを買ってきて、メンバーに振る舞う。
- 体調不良のためコンビ「2700」の相方で休養している八十島に向けて、復帰できるように動画内でも応援をしている。そして、2021年8月2日の動画で、八十島が復活し、八十島と一緒に出演した。2023年8月7日、アメリカでのスタンダップコメディに挑戦するためとチームカジサックや副業のキッチンカーに専念するため、同15日をもって2700を脱退する事を発表[10]。その後、大阪に家を立てて引っ越しのためアメリカ行きは延期となった[動画 17]。

あしゅりー
- 2024年11月17日のカジサックチャンネル改革により加入した現場メンバー[動画 18]。
- 動画編集及び現場でのデータ管理担当、時々撮影の手伝いでも顔を出す。
- その他ツネの英語上達の教師を努めたり、出店の際にはお店を手伝ったりとフットワークが軽い。

#### 三夫婦
後述のヨメサック・りおちゃんを含めたスタッフの妻。主に三夫婦企画として登場する。
ツネ嫁
- ツネの妻。
- 芸能人経験のない一般人のため本名非公開、動画登場時も淡いピンクのマスクをしている。
- Amebaにて、ツネの嫁ブログを公開[11]。
- 三夫婦企画では毎回冒頭に「自信ない」と言いつつ抜群の勝率と個性を発揮する。
- 歯に物を着せぬ関西弁が特徴で、知ったかぶりをする夫のツネには特に辛辣。

#### 裏方担当
時々動画にも出演するが、主に裏方として活躍するスタッフ。
木島くん
- 2019年3月7日の動画で初出演しているが、実際には毎週キングコングで2019年1月13日の動画で登場している。吉本興業の社員で2021年で吉本入社4年目。1年目からカジサック担当マネージャーであり、もう中学生とコロコロチキチキペッパーズのスケジュールも管理している。木島くんや木島さん、キジと呼ばれている。
- 姉が2人いる。
- 近畿大学付属高等学校・慶應義塾大学環境情報学部卒業。大学では「人と話すのが苦手でその自分を変えたい」という理由で、応援部に自発的に入部し団長を務めていた。中学時代はサッカー部で、高校時代は空手部に所属。
- 真面目で気が利き、カジサックの動画のテスト動画で問題を作成している。
- 2021年1月11日配信のカジサックの屋根裏部屋の動画で、彼女とお付き合いしていることを公表し、その後結婚した模様。
- 小さい頃は冷静であまり笑わない子供で、凛々しいと言われていた。
- 吉本に入社した理由は、早慶戦の試合前企画で、ウーマンラッシュアワーが来た時に自分たちが応援している舞台で10分間の漫才をした。その時、今までに見たことがないほど客が盛り上がっていた。その時に「応援部が約80年の歴史があり、応援で盛り上げるという特化している自負があったのに、凄い悔しい」と思う気持ちと同時に「マイク1本、10分間でこんなに人を盛り上げられるんだ」という尊敬の思いが出てきて、尊敬する芸人さんに関わっていきたいという思いで、吉本に入社した。カジサックからは「真面目で情熱的で最高のマネージャー」と絶賛されている[動画 19]。
- 最初の挨拶は「吉本興業でカジサックのマネージャーをしております。木島と申します。」と律儀。ちなみに、木島がマネージャーに着く前は、須藤というマネージャーだった。

仁科友香子（にしなゆかこ）（ユカコ編集長）
- 18歳の時に動画配信に興味を抱き、20歳の時に当時では異例の登録者数3万人、総再生数120万回に達し、その後引退。23歳の時に動画編集を始め、編集を独学で学ぶ。チームの良さを引き出してくれる最も重要な役割。
- 自身の仕事をこなしながら、ヤスタケに編集を毎日6時間以上教え続けているという優しい一面がある。
- 動画編集だけではなく、地方の県庁や中小企業に向けて、講演やコンサルティングの仕事も行っている。
- 英語や韓国語が話せる。
- ゲーム部屋ではコメントの管理なども行っている。
- カジサックチャンネルの他にもラファエル・ビリギャルの編集も行い村上純（しずる）のYouTubeチャンネル「そうちゃんねるん」の総合演出も行っている。
- 元バレーボール部。
- りくというダックスフンド犬を飼っている。

長沼昭悟
- チームカジサックの演出家。テレビマン。主に動画の雰囲気などをアドバイスしたり、編集後の動画の修正指示を担当したりなどの重要な役割を果たしている。
- カジサックからは「絶対昔悪かった」と弄られている。

坪田信貴（つぼたのぶたか）
- カジサックの部屋開設時のコンサルタント。カジサック曰く「チームカジサックのボス」。
- YouTuberデビューの道を模索していたカジサックを強力に後押しし、吉本ととの交渉役も担当した。
- 動画製作には関与していないが、カジサックはチャンネル設立における最大の恩人としてしばしば名前を挙げる。坪田塾の塾長やビリギャルの先生としても活動している。
- 後押しの中で唯一の誤算は、カジサックがビックリするくらい機械が苦手だったこと。
- ナイツ塙と同級生である[動画 20]。

大内靖
- チームカジサックの映像編集者。テレビマンであり、カジサック曰く「プロ中のプロ」。
- 主に動画のパロディ動画のオープニングをパロディ企画の本家に限りなく近い編集を行っている。
- トンボに若干似ている。

joe daisque（ジョウダイスケ）
- 作曲家。動画のBGMを制作。Kajisac houseのギターを担当し、他の音楽企画にも参加する。
- 自身が大ファンだと語るフワちゃんとのコラボ企画にも飛び入り参加している。
- トンボと仲が良く、「泣かないで」というバンドでギターを担当している。
- テロップの色は青■。

りゅうじ
- 2022年9月26日付の動画で加入。元々チームカジサックに入るのが夢で、加入から半年前に梶原がコンビニで買い物をして出た後に、目の前で「弟子にしてください！」と土下座する。梶原は注意した後、「すぐにチームに入れるわけにはいかない」としつつも、話すうちに「なんかこの子ええな」と感じ、「チームカジサックをもう一度研究し、自分にできることや目標を探してそのスキルを身につける努力をしてほしい」「自分の中でスキルを手に入れたと思ったら事務所を通して連絡してくれ」と伝える[動画 21]。
- その後、「チームカジサックを目指す大学生」名義でYouTubeチャンネルを始動し、編集スキルを身に付ける動画をYouTubeやInstagramで投稿。そして正式に加入となった。
- 動画で現場スタッフとして作業する一方動画編集も担当。剣道の有段者であり体力を使う競技が得意。
- 2025年5月に現場チームを離れ裏方にまわることを発表。
- テロップの色は紫■。

#### 元メンバー
森部 裕治郎
- 初期メンバー。編集スタッフだが、たまに現場も担当。テレビマンで時間が余った時にカジサックの編集や現場スタッフとしてサポートした。
- カジサックチャンネルの様々な動画を編集した。2020年2月16日当時の人気3位の動画の、登録者数90万人記念の西野・南海キャンディーズ山里トーク・一日ママ体験も、全て森部が担当し、とても重要な役割を果たした。
- 当時森部のおかげで、トンボは凄い企画を熱心に考えるようになり、ヤスタケはカメラマンを教えてもらい、凄く感謝されている。
- 2020年2月16日の小部屋の動画で、諸事情によりチームを脱退することを公表した[動画 22]。
- 送別会が焼肉屋で行われ、過去に毎週キングコングでカメラマン「M」名義で登場していた。

須藤けいし
- 東京大学卒業。同大学大学院出身。元々キングコングのマネージャーで、木島がカジサックのマネージャーに就く前のマネージャーでもあった。
- 木島が就いた後は西野のマネージャーを務めていた。その後、コロナ禍で部署の異動もあり休みが取れ始めた最中で新しいチャレンジを試み、絵やデザインのスキルアップをしたいと思い、知り合いに相談し「専門学校で教えてもらうよりも、レベルの高い課程で切磋琢磨していくのが一番伸びるんじゃない？」というアドバイスをもらい、土日に美術の学校に通う。その後、東京藝術大学絵画科油画専攻への進学が決定し、吉本を退社。

土橋ゲンゴロウ
- 本名及び旧活動名は、土橋敬弘（どばし たかひろ）。1986年9月3日生まれ、群馬県出身。身長178cm、体重120kg[動画 23]。
- 現場スタッフだが、編集も担当する。初期メンバー。土橋くんや土橋さん、ゲンちゃんと呼ばれている。主な仕事は小部屋編集担当など。
- 中・高と陸上部に所属し、中学校の時に市で一番早かった[動画 24]。
- 姉が2人いる。
- メンチカツという名前のヘルマンリクガメを飼っていて、メンチちゃんと呼ばれている。
- 2021年1月21日配信の動画で、名前を土橋敬弘から「土橋ゲンゴロウ」に改名した。
- また、2021年6月14日の屋根裏部屋ラジオで、Jeepの車を購入する予定であることを発表し、2021年9月5日の動画で、Jeepのレゲネードを購入した。
- 最近では「月・火・水・木・金・土橋」という新しいギャグも交えている。また、プリティー土橋やクレイジー土橋というキャラとして出演することもある。
- 中野と「背脂ちゃっちゃーズ」というコンビ（仮）を組んでいて、動画内で中野と出演すると、背脂ちゃっちゃーズと言われることがある。トンボは背脂ちゃっちゃーズのファンの事をちゃちゃラーと呼んでいる[動画 25]。
- テレビドラマGTOが好きで、観ると毎回泣いてしまうほど。
- 誤字脱字が酷い[動画 26]。
- 元々足立区の綾瀬に住んでいた。ヤスタケがタワーマンションに引っ越した後、ヤスタケが住んでいた事務所に引っ越した。
- オズワルドと同期で、オズワルドと番組を作りたいと言っている。
- 2022年5月19日付の動画で、チームカジサックから卒業することを公表した。理由は、好きだったテレビの放送作家に向け、一から頑張ってみたいという気持ちを持ったまま、テレビの放送作家をしたいということと、チームの仕事を両立するのが難しいため。2022年5月20日の夜から土橋最後のビクロイするまで終われませんを行い、卒業をした。卒業に伴い、カジサックは「カジサックチャンネル関連に土橋が出演することはしばらくないが、半年後に突撃するかも」と明言し、実際に2022年11月22日の動画で、土橋の家への突撃企画を行った。
- 2025年5月24日配信の動画内で、お手伝いとしてチームに復帰することが発表された。
- テロップの色は紫■。

中野くん
- 動画に正式に初出演したのは2019年4月26日の小部屋だが、初期メンバー。中野くんや中野さんと呼ばれているが、現在は中ちゃんと呼ばれることも多い。過去にはショーンなどとも呼ばれていた。
- チームカジサックではAD（雑用係）的な立ち位置で、動画内で体を張った企画が多く、土橋と富士山に登ったり、引退をかけて減量したこともある。また最近では岐阜県新旅足橋にある高さ215m(日本一)のバンジージャンプにチャレンジし、バンジーをする最中にクイズを出題した。
- 嘘つきキャラとしていじられる事が多いが、嘘をつくことが多すぎる故に、視聴者から引かれることもある。また、嘘の言い訳もしてしまうことがあり、梶原曰く「『嘘はつくな・言い訳するな』と言っているのにもかかわらず何度も嘘をつき、また言い訳もしてしまう」。この嘘をつく癖は西野からも、直してほしいと言われている[動画 27]。
- また2021年5月の毎週キングコングでは、彼の仕事のやる気について話題になっていて、一時期チームカジサックを抜けるのではないかという話も出ていたが、カジサックチャンネルでは、2021年5月26日の動画でチームに残留することが確定した。
- 「アドバイスを頂いたのに、ミスをしてしまい、自分は変われないのではないか」という思いが出てしまい、過去に辞めようと考えていたことがあり、二度ほどカジサックと話し合いをしたことがある[動画 28]。
- 派手を持ち込み過ぎるが故に「暴れダヌキ」「タヌキ」などと呼ばれることもある[動画 29]。
- 減量後、約20kg（現在約81kg）リバウンドしてしまい、カジサックからはリバウンド王と呼ばれることも[動画 30]。
- 2021年1月20日のカジサックのTwitterで、ある企業が始めるYoutubeチャンネルの仕事が決まったことを発表した。
- メンバー各々の情報を収集している。
- 辛い物が好きだが、辛い物に関しては我慢しているのではないかとの声も上がっている。
- 彼はチームの中で一番のお金好きだが、製作費を勝手に使ってしまうほど[動画 31]。その影響で「横領系構成作家」という異名もついていて、トンボからは「企画チンピラ」とも言われている。また、チームに入ってから、ボケたりツッコんだりが出来るようになっているが、お金のことに関して触れられると、一切できない。
- カジサックからゲームをやらないかと言われた時「ちょっと僕は...」という感じで乗る気ではなかったが、実際にやってみると楽しくなりプレイし始めた。
- 井上陽水に声が似ているため、動画でたまにモノマネとして振られる。
- 実は2021年5月2日に、「100日後に覆面を脱ぐ赤パン先生」としてYouTubeチャンネルを開設し毎日配信を行っていた。赤パン先生では、主に下らない企画をしているが唐辛子1本を食べたり、レモン丸かじりするなどの体を張った企画もある。また、ひろゆきの生配信で1万円のスーパーチャットをして、バズるかどうかのコメントをしたが、ひろゆきにはあっさりいいえと論破されていて、コメントでも無理だと論破されていた。しかし赤パン先生をやり終わってから企画などに対する姿勢が変わっており、チームからは「一皮むけた」と言われている[動画 32]。
- また、赤パン先生のチャンネルはカジサックチャンネルで公になって以降登録者数がどんどん伸び2021年8月7日現在、チャンネル登録者数は1万人を超えている。
- 赤パン先生の毎日投稿が終了した後は「ショーンの自由時間」というチャンネル名に変更して、近日開催されるビクロイ10回するまで帰れま10に向けて、フォートナイトなどのゲーム生配信を行う。また、他にも中野の趣味の動画や、活動内容を動画にする[動画 33]。
- フォートナイトでは、様々な武器を使う。しかし、紫や金の強力な武器が出ると調子に乗って天狗になってしまい「天狗」や「天狗注意報」と書かれ、チャット欄が天狗の絵文字「👺」で埋め尽くされることがある。ちなみに絵文字はヤスタケが発端。
- 2023年7月15日の動画にて、チームカジサックから脱退することを正式表明。脱退の理由は「チームカジサックとして活動を続ける中で責任感が大きくなり過ぎてしまった」「元々チームに志願して入った訳ではないため、チームに対する愛情が無かった」と説明している[動画 34]。
- 2025年5月24日配信の動画内で、前述の土橋と共に、お手伝いとしてチームに復帰することが発表された。

じゅん院長
- しょんぱいというコンビ芸人の一員で整体の技術を持ち、整骨院のバイトや出張整体を行っている（名前の由来でもある）。
- カジサックが体調不良を訴えた際に動画内で整体を依頼し、じゅん院長自身がYouTubeチャンネルを持っていたためコラボ、その後もお手伝いとして時々動画内にレギュラー参加していた。
- 中野がチームを抜けるのに伴い、新しくメンバーに加入。中野の業務である物の用意や各種企画を引き継ぐ。
- 動画ではガチャピンのモノマネをしたり先走りな性格をネタにされたりしている。大食い企画にも演者として参加するが、対決ものは他のメンバーと比較して強すぎるため勝負にならず企画自体が封印されている。
- 2023年9月2日、結婚した事と、消費者金融計4社から合計170万円の借金があった事を発表。カジサックが借金を立て替えた上で、2度と消費者金融を利用しない事を動画上で約束。しかし、2024年6月30日に消費者金融を再度使用していた事とそれを妻に隠していた事が発覚。カジサック、じゅん院長、じゅん院長の妻の3人で話し合いを重ねた結果、脱退することとなった。借金の理由はいずれもじゅん院長本人の浪費癖とされている。カジサックが立て替えた借金は2024年7月26日の時点で既にカジサック本人に全額返済されている[動画 35]。なお、借金・脱退に関する動画はすでに削除されている。

トンボ（山口トンボ）
- 大府市立大府北中学校、愛知県立大府高等学校出身。元芸人。元吉本興業所属。NSC名古屋校11期生。NSC大阪校23期生、NSC東京校6期生などと同期であり、ブロードキャスト!!房野、とにかく明るい安村・友近・おいでやす小田などと同期。ブロードキャスト!!房野とは上京する前からの朋友。
- 初期メンバー。トンボやトンボさん、トトと呼ばれている。
- キングコングの座付き作家でもあり、キングコングとはカジサックが始まる前からの古い付き合いで、誰よりもキングコングを愛している。ちなみに関係性では梶原よりも西野の方が長い。
- カジサックやその子供たちなどにとても愛情があり、おふざけでカジサックの家を「俺の家」などと言ったり、とうじを自慢の息子と言ったりするほど。
- 自他ともに認めるせんちゃんのファンであり、せんちゃんがメインとなる動画の撮影の際には、本業である作家の仕事を放棄してまで現場に駆け付ける[動画 36]。
- 2019年12月11日配信の動画で、12歳年下の彼女とお付き合いしたことを公表した[動画 37]。2020年8月30日配信の動画で、2019年9月から交際している12歳年下の一般女性と2020年8月に婚約した。トンボの結婚相手は、カジサックチャンネル内で「りおちゃん」で登場している。トンボが婚約者のりおちゃんにプロポーズする企画で、オープニングではいつものおふざけタイムから、ティファニーの婚約指輪を買い、梶原家そしてチームカジサックが見守る中、りおちゃんにプロポーズ、そして婚約指輪をプレゼントし、大成功で大感動の動画となった。2022年9月9日現在の再生数は371万再生を超えていて、グッドは9.4万を超える。
- 婚姻届はキングコングの二人が証人になった。2020年11月のヨメサックの誕生日にりおちゃんと正式に入籍した。普段りおちゃんからは「トト」と呼ばれているが、怒ると「トンボさん」と呼ばれる。
- 辛い食べ物や癖の強い物が苦手で、特にパクチーが大の苦手。克服の願いからカジサックたちにパクチードッキリを度々仕掛けられている。辛い物を食べたときに、顔が一気に赤くなるため「タコ」と呼ばれることがある。
- もともと「NUTS（ナッツ）」「けんだま」というコンビで芸人をしていて、過去に『細かすぎて伝わらないモノマネ選手権』にも出場している[注 6]。
- 4つ上の姉がいる。
- チワパグを飼っており、名前は「コロッケ」[動画 38]。コロッケへの愛情も深く、少しでもコロッケのことを弄られると怒る。
- ゲームが大好きで、実力も高く、マリオ動画では1回も死亡せずクリアするなど数々の結果を残している。最近では「トト専務」というキャラクターで、毎週金曜日の夜からロストジャッジメントやバイオハザード7 レジデント イービル・バイオハザード ヴィレッジやリトルナイトメアなどの謎解きを生配信でプレイしていた。現在は、ときめきメモリアル Girl’s Side 4th Heartを「トト子」としてプレイしている。
- 口癖は「やってんな」。
- 短所は、無理をしてしまう所で、しんどい時でも嘘をついて誤魔化す。
- また、あまりにもデリカシーが無く、サンリオピューロランドを「ディズニーランドみたい」と発言し、西野に大変に怒られた他、西野が吉本退社時の緊急動画で、動画内の7分06秒で吉本取締役副社長の藤原寛が発言する際に噛んだことを「焦ってんじゃん！もめてんじゃん！」などと発言し、カジサックに説教されている(その部分はカットされている)。デリカシーの無さは注意されるもエスカレートし、カジサックからは「ノンデリカシー系構成作家」「ノンデリカシー」と呼ばれる。ココリコ遠藤に対して失礼ドッキリを行った際は「（カジサックの遠藤に対する失礼な言い間違えを）本心で笑った」と話し（ドッキリの予想・予定通り）、キレられている。
- 「山口トンボ」という芸名は、西野が命名した。由来は「眼鏡かけてれば作家っぽいだろ。（眼鏡がトンボっぽい）作家と言えば鉛筆だろ？（トンボ鉛筆がある）お前は今日から山口トンボです」と西野から告げられ、山口トンボになった。
- YouTuberグループのJJコンビと仲が良く、JJコンビのチャンネルにも度々出演している。
- 過去にスイカの種と間違えてカメムシを食べてしまい、そのエピソードを聞いて嘔吐している[動画 39]。
- 実は「トンボ・前田裕二・チョッパーMASA・joe daisuqe」で「泣かないで」というバンドを組んでいる。
- 過去に自身が構成作家を担当しているオドぜひに出演し、パワポカラオケ披露を行った。
- 坊主の乙女のメンバーである。
- 弁当にりおちゃん手作りの春巻きが入っている事に気づけず、それどころか春巻きが入っている事実すら忘れており、以降春巻き王子と呼ばれるようになった。
- 2024年10月に、1ヶ月ほどの長期休暇を取ることを発表[動画 40]。同年12月30日の動画にて、チームカジサックからの卒業が発表された[動画 41]。理由としては「エンタメに限らず、今までやってこなかったことに挑戦したい」とのこと。

りおちゃん（お嫁ちゃん）
- 映像ディレクター。りおちゃん、りおさんと呼ばれているが、名前が公表される前は彼女ちゃんと呼ばれていた。
- inliving.をオマージュしたコサックたちのルーティン等の動画編集に関わっている。
- 2020年7月3日の動画で、りおちゃんという名前と、29歳の誕生日を迎えた事が公表された[動画 42]。
- 2020年8月30日配信の動画で、2019年9月から交際しているトンボと婚約。2020年11月のヨメサックの誕生日にトンボと正式に入籍した。2020年11月22日配信の動画にYouTubeで顔出しをした。
- 料理が上手。最近ではヨメサックと一緒にMOCO'Sキッチンのパロディ、YOME’Sキッチンで料理動画が投稿されている。
- 「【喧嘩になりました】愛妻料理を当てろ！どっちが自分の嫁でしょう？」というタイトルで、カジサックとトンボが自身の妻の料理を当てるクイズで、トンボが3問目に間違えてしまった。そこでトンボに対して「お前のために甘めに作ってるよっていつも言ってるよね？」とお前呼びをして以降、動画内でもトンボに対してたまにお前呼びすることが多く、視聴者からは好評。
- さかなクンの大ファンでドッキリで対面した際大号泣して喜んだ。
- 兄がいる[動画 43]。
- なおトンボの卒業に伴い、りおちゃん自身は「今後は視聴者の立場としてカジサックチャンネルを楽しんでいきたい」と明言しているため、今後の出演はないと思われる[動画 41]。

コロッケ（犬）
- トンボ夫妻の愛犬。コロッケ、コロちゃん、こっちゃんと呼ばれている。
- 2020年1月5日生まれ。犬種はチワパグ（チワワとパグのミックス犬）。
- 2020年3月16日の動画で、トンボがコロッケを飼い始める。2020年6月25日の動画でステイホーム期間の時に、コロッケ劇場というコロッケの成長動画が投稿されている。
- 徐々に物が咥えられるようになったり、散歩が出来るようになったりなど、可愛い一面もありながら、トンボの股間を掘る癖があったり、噛み癖があったりなどの一面もある。
- トンボ卒業に伴い、今後の出演もなくなると思われる。

吉富
- 元芸人。元吉本興業所属。NSC名古屋校15期生。NSC東京校8期生などと同期であるため、ヤスタケとも同期である。名古屋で放送作家の仕事もしていた経験があり、同じNSC名古屋校出身のトンボとは芸人時代からの長い付き合いである（その他詳細は「吉富Aボタン」の項を参照）。
- 2023年の動画休み明けから彼の企画が動画で頻繁に公開されるようになり、2023年10月8日の動画内でチームカジサック入りが発表された[18]。
- 動画内では多趣味を活かして企画担当を請負い、小ネタを披露してチーム内が発奮する要因にもなっている。
- チーム愛が深くチームや家族に対するアンチコメントに敏感。
- 推し富と呼ばれるファンも多く存在している。
- トンボと同じく2024年12月30日の動画をもって、チームカジサックから卒業することを正式表明。理由としては「イラストレーターを軸に活動していきたい」とのこと[動画 41]。

懸田くん
- 木島くんが担当する芸人が増え多忙になるに伴い、新しく赴任した吉本興業のマネージャー。
- 元野球部でテレビの報道番組のAD経験者。
- 木島くん同様誠実な人柄。
- 初登場動画は2023年8月１日[動画 44]。
- 元々吉本の契約社員であったが、正社員登用試験に採用されず、任期満了で吉本を退社する事と、後任として正社員の新しいマネージャーがつく事が2025年7月22日の動画内で発表される[動画 45]。

### ファミサック
カジサックの家族も度々動画に登場し、一部はカジサックをもじってファミサックと呼ばれることがある。カジサック曰く、「ファミサックもチームカジサックの一員」。
ヨメサック
- 淑徳大学中退。カジサックの妻。元読者モデルで、現在は専業主婦。
- 動画内では主にヨメサックと呼ばれているが、カジサックがみっこと呼ぶことがある。動画外でたまにトンボやヤスタケからもみっこさんと呼ばれている。
- 動画内でもカジサックが常にベタ褒めするほどの美貌に加え、料理やメイク、ファッションなど動画の人気コンテンツを担っている。
- またインスタグラムをカジサックと共同で投稿したり、アプリ「カジサックの楽屋」ではヨメグラムというブログを寄稿している。
- 感受性が非常に豊かで、感動シーンやサプライズドッキリなどで度々泣く[動画 46]。
- トンボのリアクションが大好きで、気分が落ち込んだりしているときはトンボの動画を見て大爆笑している[動画 47]。
- 広島県出身のため、広島弁が流暢。また広島弁縛りという企画もある。
- 辛い物が大好きで、小部屋で度々激辛企画を持ち込む。
- 中学時代は吹奏楽部でサックスをやっていた。
- 反抗期がひどく、2か月父親と口を聞かなかったという。
- 3人姉弟の長女で、妹と弟がいる。
- テロップの色は赤■。

#### コサック
カジサックの子供達の総称。登場当初は長男はチョナサック、長女はチョジョサック、次男はジナサック、次女はジジョサックなどと呼ばれていた時期もあったが、現在ではサックの名を冠するのは次男のコジサックのみ。また、コサックの言動や行動などをゲームにした「コサックゲーム」というのも存在する。
とうじ
- 動画内ではそのままとうじと呼ばれている。
- 高校生でバレーボール部に所属していたが退部し、ボーリング部に所属している。
- 家族思いで、カジサックが時々感涙しそうになるほど[注 7]。
- 将来はオイサック（後述）とコジサック（後述）とYouTuberになるのが夢。
- 好きなYouTuberはHIKAKINとれじぇくんで、自粛期間中にHIKAKINとリモートでコラボし、嬉しさのあまり大号泣。れじぇくんとのサプライズドッキリでは、本人を目の前に大号泣しながられじぇくんに抱き着いた[動画 48]。
- ゲームも大好きで、フォートナイトではゲームチャンネルを開設して、一発目でビクトリーロイヤルをしていて視聴者やチームを感動させた。また、ビクロイ10回するまで終われま10では、数々のビクロイやファインプレーを見せている。
- 父の日のプレゼントに自力で編集を覚え、カジサックに編集した動画をプレゼントした。カジサックは「冬詩から父の日のプレゼント貰いました。自分で編集覚えて作ったんですって。 泣いてやろうか。 いや 泣いてしまいました。 ありがとう。 大好きだよ。」と心から感謝をした。
- 2025年5月24日配信の動画内でチームカジサックのお手伝いをすると発表された。

かんちゃん
- 動画内ではかんなやかんちゃんと呼ばれている。コサック達の中では現時点で唯一芸能人として活動している。詳細は梶原叶渚を参照。

コジサック
- 動画内ではコジサックやコジと呼ばれている。
- 冒頭の挨拶でツネの一発ギャグ「ホットヒーヒー」や「クールフーフー」などを絡めるほか、動画の裏で他の芸人やオリジナルギャグを披露し、カジサックや一部若手芸人からコジサック師匠と呼ばれ一目置かれている。「笑ってはいけないコジサック」（挑戦相手はカジサックだが今のところ全敗）や「コジ1グランプリ」など彼をメインに据えたお笑い動画もある。最近では自分でギャグを考えることもあり、はっけよい残ったブラザーズというオリジナルギャグも絡め、カジサックやトンボなどから「天才やん！」と言われることもある。最近ではコジサックが考えた架空のキャラクター「ブタゴニケイスケ」や「胸板厚男」というキャラクターも交えている。
- また、カジサックの100の質問をする企画では、数々の面白い回答を見せ、視聴者やチームカジサックなどを驚愕させている（今までカジサックが貰った中で一番うれしかったものはというクイズにヨメサックと答える〈嫁にもらうという表現をするのであながち間違っていない〉など）。あまりに答えが面白すぎるが故に、カジサックからコジだけ大喜利をしているなどと言われた。
- このようにいつもよくふざけるひょうきんな性格だが、せんちゃんとはじめてのおつかいをした際、最後まであきらめずに買ったものを持って帰ったりするなどの強い一面もある。
- 将来、兄とうじとオイサックとYouTuberになるのが夢。

せんちゃん
- 動画内ではせんちゃんと呼ばれている。本名はせんり。
- 幼児ならではの独特な発想と言動が動画のアクセントになっており、見た目の可愛さも相まってせんちゃんの登場動画は人気が高い。カジサックとコラボした他のチャンネルの動画のサムネイルにせんちゃんが映っていると、再生回数が急増するという現象も起きている。
- 世の中のことは何でも知っているという「設定」でお悩み相談に答える「せんちゃんに任せろ」という個別動画も存在する[動画 49]。 しかし、せんちゃんが出した答えが本当に当たることもあり、過去にはカジサックの「カジサック1人で動画をバズらせたい」という悩みに対して「ベルトを巻く」と答え、次の日の動画がゴルフ動画で奇跡的にベルトを巻いていて、現在では200万再生を超えていたり、トンボの「そろそろ結婚したい」という悩みに再び「ベルトを巻く」と答え、その後トンボはしっかりとベルトを巻くことを意識していて、この企画の翌年の2020年8月末に結婚した。また「せんちゃんに任せろ」のコジサックとの2人版「せんこじに任せろ」という動画も存在する。
- 驚異的な運動神経で、2021年の50m走では、前年に測定したタイムを8秒縮めるほど。
- 好きなYouTuberはHIMAWARIちゃんねるときょんくま。
- 好きな食べ物はパンで過去動画で「パン!!!」というセリフが話題になった。

はるちゃん
- 5人兄妹の末っ子。動画内でははるちゃんやおはると呼ばれている。
- 5人の兄妹の中で唯一、チャンネル開設後に生まれており、ヨメサックが妊娠期から出産で入院した様子まで動画で紹介された。性別と名前は出産後に動画で発表された。
- 5人兄妹の中で一番小さく生まれた。
- 兄や姉たちのの赤ちゃんの時と比べても一番さみしがりやであり、誰かが近くにいないとすぐ泣いてしまう。

あられ（犬）
- カジサック家の飼い犬でチワワとマルチーズのミックス犬、毛の色は白。

#### 親戚
ツギサック（オカン）
- カジサックからはオカンと、ヨメサック、トンボ、ヤスタケなどからはお義母さん（お母さん）と呼ばれるが、たまにツギサックと呼ばれる。
- 大阪に住んでいるため、孫(コサック)達からは大阪ばあばとも呼ばれる。カジサックが幼い頃に夫と離婚し、シングルマザーとして兄弟を育てた。
- カジサックファミリーが大阪に行く際は、次子宅に滞在する。そのため、動画にも度々出演している。
- 梶原兄弟から親孝行されている他、動画撮影の際にはカジサックの末っ子のはるちゃんの面倒をみたりと持ちつ持たれつの関係である。中でもヨメサックとは特に仲良く、朝まで語り合ったことなどもある。チームスタッフとも仲が良く、トンボとは特に仲が良い。
- 月に一回東京に来て、子供たちの面倒を見ている。
- 喫煙者。

アニサック 
- カジサックの6歳上の兄。
- アニサックと呼ばれているが、たまにカジサックからはお兄ちゃんやお兄と呼ばれている。
- カジサック同様に運動神経が抜群で対決動画で共演する。
- またカジサックファミリーが大阪に滞在するときの世話役をする事が多い。
- 仕事は会社の役員をやっている。
- カジサックよりも負けず嫌い。

オイサック
- 動画内では「オイサック」、動画外ではカジサックからは「そうたろう」、チームカジサックのトンボ・ヤスタケや、ヨメサックやコサックたちから「そうくん」とも呼ばれ、叔父にあたるカジサックを「ゆうおじちゃん」と呼んでいる。
- 大阪府在住で、コサック達が大阪にいるときの共演動画が多い。
- 優しい性格で、2021年に登場した時「世界中の人々を幸せに、笑顔にしたい」と言っている。この動画では1年で身長・声・英語力・食レポなどが成長しており、高校受験に向けて勉強も始めているという。
- 将来は「とうじとコジサックとYouTuberを目指す」と公言している。
- ドラゴンボール、野球が好きで広島東洋カープ・菊池涼介選手の大ファン。
- 特技は太鼓の達人[動画 50]と食レポ、英語。
- カジサックチャンネルの動画もよく観ていて、特に好きな動画は、アイデンティティ田島のカメラマン動画と、ココリコ遠藤のタメ口ガチギレドッキリ。また、ゲーム部屋も見ていて、フォートナイトの生配信で、得意な英語でコメントしている。
- 食レポが得意で、動画でも数々の感想を発言して、カジサックやヤスタケなどを驚愕させていたが、カニクリームコロッケが苦手で、カニクリームコロッケの食レポの時には、「不味いかも」「サクブニ」「子供食っていいやつなのかな？」などと断言し、カジサック達に爆笑を誘った[動画 51]。食レポなどの英語では、主に「It's nice food It's very hot It's ultra harmony.(例)」などとIt's・nice・harmonyといった単語をよく使う。

ゲン
- カジサックとは高校からの付き合い。元々カジサックはゲンと組む予定だったが、漁師の夢を追いかけて徳島の短大に進学。
- NSC大阪校24期生だったが、心が折れて3か月後に辞めた[動画 52]。当時カジサックがbaseよしもとから事務所に行くには吉本の養成所の部屋を通らないと行けなくて、吉本の養成所に入ると、ゲンが立っていたエピソードがある。
- 現在は中目黒のジンギスカン屋「ふじや」で働いており、ゲンをふじやの店長に紹介したのはカジサックだった。
- 過去にカジサックとゲンともう1人の後輩芸人でシェアハウスをしていた。
- ツネが「ふじや」とは別のジンギスカン屋でアルバイトをしていた時に、ゲンが働くジンギスカン屋に食べに来た。会話が盛り上がり連絡先を交換し、それきり連絡がなかったが、厳密には、ツネがゲンの連絡先を登録済みでなかったことが「屋根裏部屋」で明らかになった[動画 53]。

西貝先生
- カジサックとゲンの母校である太成高等学校（現：太成学院大学高等学校）の担任で、現役の教師。カジサック曰く「怖かった」とのこと。当時学校の定食で食品サンプルではなく本物が飾られていたため、梶原と6人の友達が卵焼きを食べてみようと思い、卵焼きを触った瞬間に西貝先生が猛スピードで駆け付け、梶原が思いきり殴られたエピソードがある。当時今は話せないと語っていたが、毎週キングコングの動画で明らかになっている[動画 54][動画 55]。

大アニサック
- カジサックにはもう1人7歳上の大輔という長兄がおり、2024年2月2日の動画で出演した。
- 過去にテレビに出たときは航空自衛官として働いており、現在も航空自衛官である。
- 声がとても高いらしく、X JAPANの紅も原曲キーでいけるらしい。
- カジサック曰く、顔が完全なる日本猿という[動画 56]。

堤下のご両親（多賀雄さん&さ江子さん）
- 準レギュラーのサックしのご両親で、サックしの実家に撮影する度、両親揃っての出演が多くなった[注 8]。多賀雄さんもカジサックが来る度「梶ちゃん｣と呼んだり、チームカジサックの一員だからと言っていた[注 9]。
- さえ子さんはタバコのセブンスターが好きで、毎回来る度にカジサックがセブンスターをプレゼントしていた。[注 10]
- サックしが料理を作っている時に「まずそうみたい｣と言うフレーズが恒例になっていた。
- 2020年1月23日にさ江子さんが他界。カジサックの小部屋でさ江子さんについて話していた。
- 多賀雄さんのテロップの色は緑■、さ江子さんのテロップの色は赤■。

### 準レギュラー（オールサック）
現在、堤下敦（インパルス）、石田明（NON STYLE）、中田敦彦（オリエンタルラジオ）の3人が準レギュラーであり、「オールサック」として全員が集い、お酒を飲み語り合う動画が年に1回程度で開催されている。
サックし
- 本名及びインパルスの活動名は堤下敦（つつみした あつし）。チームカジサック及びファミサック以外では最多出演。不祥事復帰後にカジサック動画に登場。
- そのツッコミが人気で「サックし」の芸名で動画の準レギュラーとして度々登場。その後、料理動画に特化したYouTubeチャンネル「堤下食堂」開設し、店長（稀にサックし）の名で活動している[19]。
- サックしの由来は「はねるのトびら」の企画の「ほぼ100円ショップ」のコーナーで恒例となっていた「○○み下○○し」からであり、当初は準レギュみ下サックしの名前にする予定だった。
- 本人的に、「インパルス堤下敦」は、サックし3で店長7という。あくまでもサックしは暴走キャラという設定でやっているため、堤下のツッコミで梶原のろっ骨が折れてしまったことを話したとき、「謝りもしませんでしたけど」と言っていたが、実は梶原によると、堤下からLINEで凄い謝罪し、何行かに分けて心配していたという[動画 57]。
- また、サックし以外の名義では、ゴロミシタ、鉄み下人し、てっちゃん、人人ぴっちゃん、紅の豚サックなどの名義でも登場している。
- カジサックとコラボしない期間が大きく開いたとき、堤下に不仲説なのではないかと言われているが、実際には全く不仲ではない[動画 58]。
- テロップの色は青■。

石サック
- 本名及びNON STYLEの活動名は石田明（いしだ あきら）。トーク企画では最多の5回(動画の本数的には8本)出演。
- 3回目の出演時に3ヶ月に一回出演することを約束した。しかし、梶原はカジサックとしての撮影、石田はテレビ収録や漫才ライブなどで予定が合わず3ヶ月以上空くことが多々ある。
- 4回目の出演で白ジャージのユニフォームを手渡され、正式に準レギュラー石サックとなったが、あまりにジャージを着用していないため、白ジャージ紛失疑惑が出ている[動画 59]。白ジャージに金色のラインが入っているため、子ヤンキー感が出ている。
- 余談だが、2021年7月1日に公開された動画で、ツネが着ているジャージが石田が着ているジャージと同じとコメントで言われている。
- テロップの色は青■またはオレンジ■。

あちゃサック
- オリエンタルラジオの活動名は中田敦彦（なかた あつひこ、本名は「なかだ」〈漢字同じ〉）。2019年1月14日に準レギュラーとなる。この時は「あちゃサック」として登場しているが、現在では「中田敦彦のYouTube大学」のスーツで出演することが多い。
- 梶原から「YouTube向いてると思う。中田頭ええから勉強系向いてるよ。」と勧めたことでYouTubeを始め、お互いに感謝している。
- 準レギュラーが集結した際、得意な分析プレゼンテーションをした。
- また、中田の相方の藤森もかなりの頻度で出演し、2021年9月29日に公開の動画で、藤森とカジサックが武勇伝をした。藤森曰く、多摩川でネタを100回やるまで帰らなかったこともあり、また藤森の武勇伝はまだ完璧ではないと言っている。
- テロップの色は青■または紫■。

### その他
コチサック
- カジサックの大ファンでカジサックへのドッキリ動画を機に準レギュラー入りとなった[20]。

きいちゃん
コジサックの大親友。第4回コジナンデスで初登場。その後も球技大会に出演している。

## 主な企画
主に複数回行われた企画を紹介する。

### トーク企画
オール阪神・巨人や博多華丸・大吉、ナインティナインをはじめとした大御所から、霜降り明星、四千頭身、令和ロマンなどの若手までの芸人や芸能人、放送作家などとトークする企画。目玉企画の1つだが、2022年から2024年頃までは回数が減っていた。これはチャンネル開設当初と違い、芸能人のトーク動画が飽和状態になったことで「気持ちが冷めてしまった」とのこと。2025年以降はカジサックチャンネル改革に伴い、回数を増やしている。派生種として「誰が来るか分からない2ショットトーク」なるものも存在する。
同期トーク
山里亮太（南海キャンディーズ）、石田明（NON STYLE）、ピースの又吉直樹（ピース）、スーパーマラドーナ、ダイアンなど、梶原と同期の芸人とトークする場合は『同期トーク』と称される。
ドッキリ企画
トークの前フリもしくは派生として共演者にドッキリを仕掛けたり、逆にカジサックがドッキリを仕掛けられたりするというもの。前者の例だと「トーク中にボケたらどんな反応するか」後者だと「いないはずの◯◯が自宅にいたらどんな反応するか」など。
晩酌トーク
カジサック夫妻とトンボ夫妻がお酒などを飲みながら、最近あったことや直してほしい所などを夫婦で話す。たまにカジサック夫妻とトンボ夫妻が一緒にトークすることもある。

### KAJISAC HOUSE
エハラマサヒロ・松浦志穂（スパイク）・持山翔子と結成した音楽グループKAJISAC HOUSEでジャンル問わずの音楽をカバーする企画。音楽グループGoose house（現;Play.Goose）のパロディ。

### サックし突撃企画（インパルス堤下家への突撃訪問）
準レギュラー・サックしの家に突撃する企画。2回目の訪問は排水管破裂により2夜連続配信となり、ファミサックで訪問。梶原曰く「絵がわりが必要だと思った」。突撃訪問はメイン食材をカジサックが持参し、副菜などは横濱屋（スーパー）で買うことが定番となっている。この時のサックしの「チャーミーグリーンすな！」のツッコミも定番となっている。また、突撃して居座ることもあるが、梶原がアポ無しで自宅に呼ぶこともあった。稀に堤下が突撃し返すことがあり、2度熊本に突撃返ししたこともある。また、この企画が派生して遠藤章造（ココリコ）や陣内智則の自宅に突撃訪問することもあった。カジサックも山本圭壱、藤森慎吾（オリエンタルラジオ）、吉村崇・みちょぱのチャンネルで突撃されている。また堤下は、「カジサックの部屋」以外にキングコングのチャンネル「毎週キングコング」にも突撃したことがある。

### サプライズ誕生日パーティー
梶原家のヨメサック及びコサックたちにサプライズ誕生日パーティーを開催するという企画でカジサックの動画の中で再生回数が高い企画である。この企画はほぼ全ての動画が100万回再生を超えている。

### 新車購入
カジサックやチームカジサックが新車を購入する。現在カジサックはレクサスLC500を、トンボはジープ・ラングラーを、ヤスタケはトヨタ・ハリアーを、土橋はジープ・レネゲードを、中野はジムニー・シエラを購入した。ツネはファミリーカーは購入しているが、「俺も新車欲しいな」と言っている。

### パロディ企画
主にトンボの持ち込み企画で、様々なテレビ番組のタイトルをもじって内容を寄せた企画だが、タイトルをもじらない企画もある。ファミサックを中心に据えた物が多く、主な企画は、カジサックが出演していた「はねるのトびら」のコーナー(ギリギリス、短縮鉄道の夜、回転SUSHI)をはじめ、「コジナンデス」「センリビア・トリュビアの泉」「クイズ$ミキコネア」「ボケらの渋滞」「あおせんり食堂」「カジサゴン」など。オープニングの元番組に限りなく似ている音楽や映像が特徴で（KAJISAC HOUSEのギター担当、ダイスケ担当　編集スタッフは大内という方が担当）inliving のパロディ、senliving.は本家がお礼コメントを出すほど人気動画となった。ちなみにはねるのトびらのコーナーは、はねるのトびらの総合演出だった近藤も観ているらしい。

### テスト企画
チームカジサックの大人陣が小・中学生のテストを解く。主にカジサック・トンボ・ヤスタケが挑戦することが多く、ヤスタケは毎回高得点を獲得する一方、カジサックとトンボは50点を下回ることがほとんどであるため、子供たちからは「酷い」「平均点が低い」と毎回怒られている。3人の他、ヨメサック・りおちゃん、またはカジサック夫妻とトンボ夫妻で挑戦することもある。小部屋では土橋・中野・ツネが挑戦することがある。問題作成は木島が担当。夫婦対決やヤスタケが解答者でない時は、ヤスタケも作成を担当する。

### 土橋のグルメ
2020年12月7日にカジサックの小部屋でスタート。不定期に投稿。孤独のグルメのパロディ。土橋が料理をする。食べるシーンが人気で、食べる時に眼鏡を動かすしぐさが好きという視聴者が多い。カメラマンは中野。

### 47都道府県くじ引きチャンネル登録者数グランプリ
6人のメンバーのうちくじで決まった3人がくじで当たった都道府県に行って、そこで出会った人にチャンネル登録を依頼する。登録してもらうか、既に登録してくれていた場合は1ポイント獲得。1日でのポイント獲得数を競う。
そしてこの企画は、1年間に渡って「勝ち点」を競う企画でもある。勝ち点はその回の1位には30点、2位には20点、3位には10点が入る。ただし、22時までに事務所に帰って来れなければ失格。交通機関の遅延など致し方ない事情の場合は5点、忘れ物など自らのミスによる失格の場合は0点となる。1年間で最も多く勝ち点を獲得したメンバーが優勝となり、賞金100万円を獲得。賞金は2位は30万円、3位は20万円、4位は10万円、5位以下、そしてカジサックは何位になっても0円。なお、中野は2023年7月にチームを脱退したため、7月以降は新たに加入したじゅん院長が得点を引き継いだ。

### 泥酔はしご酒
カジサックが、YouTuberのヒカルとゲストの芸人や有名人とコラボし、居酒屋等でお酒を飲みながらトークする企画。現在は不定期で行われている。基本的に各チャンネルのリレー形式で動画を公開していく。

### チームカジサックくじ引き企画
毎月12日、たまに行われる「くじ引き生配信」で名前が出たチームメンバーの持ち込み企画が行われる。内容や製作費の使い方は自由で、過去には吉富の「ヨーシトミーツ神戸編」や、じゅん院長の「カジサック、お前どうせこんな夜食好きなんやろ選手権」などがある。12日に行われるのはカジサック→カジ39→3+9=12のため。

### カジサックの屋根裏部屋
2020年10月25日にカジサックの小部屋でスタート。毎週月曜日の21:00に投稿されるが、たまに別の時間帯に投稿されることもある。生配信で屋根裏部屋をやることもたまにある。

#### 構成
メンバーは、カジサック・ヤスタケ・ツネ＋りゅうじ、あしゅりーのいずれかという週替わりとなっている。マネージャーが登場する回もある。以前は稀に土橋・中野・ゲン・ヨメサックなどの普段屋根裏部屋には登場しないチームメンバーも出演する。2025年3月24日にはとうじとオイサックが、同年4月14日にはせんちゃんがゲスト出演している。
内容は主にメンバーのエピソードや過去の思い出・カジサックチャンネルの裏側などを各々が話していく。2021年11月15日の屋根裏部屋で、視聴者から「最初にトークするのもサイコロ振って出た人がトークを回すのどうですか？」という意見を取り入れ、サイコロを振って出た人からトークを回している。
広告が入るときは、「一旦広告です」とメンバーの誰かが報告し広告に入る。
広告の後、屋根裏部屋のファンの総称「ヤネウラー」からの質問の回答を行っている。2021年1月17日に次週からコメントからの質問を回答していくと発表し、同年1月25日から視聴者からの質問回答を行っている。その後同年2月15日に屋根裏部屋ファンの総称を「ヤネウラー」に決定した。ヤネウラーの質問は1回・または2回答える。ヤネウラーの質問回答終了後再び広告に入る。
以前は動画の最後にメンバーの誰かが即興ソングを歌っていた。即興ソングはタイトルと歌い手をサイコロで決める（11月15日から）。タイトル決めや歌う人が被ることもある。曲がしっくりこなかったりした場合、稀に2回歌うこともある。即興ソングは名の通り即興で曲名を振られて歌わなければいけないので、歌詞が支離滅裂になることも少なくない。基本的に笑いが起きるが、カジサックやトンボなどが歌うと爆笑が起きる。しかしヤスタケが歌うとしんみりした空気になることがある。ツネは、変わった歌い方をすることが多い。また、2021年5月17日から、セッションが追加される。
サイコロは、6面のサイコロを使用。開始当初は、メンバー全てが2面だったが、ツネが加入してからは、カジサック2面、トンボ、ヤスタケ、ツネが1面、残り1面は☆（星マーク）で、☆は挙手制で誰か1人が歌っていた。5月10日、カジサックがセッション入れても良いなと思い、次週の5月17日から、メンバー全てが1面、☆が1面に、セッション1面が加わった。セッションが出た場合、その後に2回サイコロを振り、そこでメンバーを決める。2回のうちに名前が被ったり、セッションが出た場合はもう1度振る。
即興ソングの歌詞は正式には決まっていない。
歌詞が解読不能なところは、「○%×$☆♭#▲！」を記入している。セッションの文字色は、カジサックが赤■、トンボが緑■、ヤスタケがマゼンタ■、ツネがオレンジ■、土橋が紫■、中野は青■、木島は茶■、ゲンは黄■、ヨメサックがピンク■。

## カジサックの楽屋
毎日ブログを更新し、限定生配信を行うこともある。楽屋のリーダーはヤスタケ。主なメンバーはカジサック＆ヨメサック・トンボ・ヤスタケ・ツネ・りゅうじ・じゅん院長・吉富・ユカコ編集長・木島。

### カジサックの勉強部屋
2021年6月13日の動画で、新企画をするという動画を投稿し、メインチャンネルで2021年7月28日に始動。カジサックの勉強部屋は、「様々な業界におけるプロを招いて、カジサックが根掘り葉掘り聞いていく番組。」というコンセプトのもと、カジサックが他ジャンルの方とのツーショットトークをする。当初はプロフェッショナルへの道かその道のプロにする予定だったが、視聴者の意見を聞いた結果カジサックの勉強部屋で決まった。

## メディア展開
動画の人気とともに、キングコング梶原よりもカジサックとしてメディアに取り上げられる事が多い。
また、カジサック名義で出演する番組も増えている。

### テレビ
- カジサックのじゃないと！（2019年4月5日 - 2025年3月29日、くまもと県民テレビ）- レギュラー・冠番組
- 内村のツボる動画（2019年7月9日 - 、テレビ東京）- レギュラー

### インターネットテレビ
- こじらせ森の美女 ＜男性スタジオ＞ （2019年11月2日 -  2020年1月18日、AbemaTV）- レギュラー
- カジサックの笑顔でハイタッチ（2020年1月24日 - 、AbemaTV）- レギュラー

### ラジオ
- カジサックの屋根裏部屋（2020年10月25日 - カジサックの小部屋）
- カジサックのオールナイトニッポン0(ZERO)（2019年11月9日、ニッポン放送）
- TOKYO SPEAKEASY（2021年3月15日、2021年7月26日、TOKYO FM）[注 15]

### 映画
- えんとつ町のプペル (2020年12月25日) - 町人A 役
  - 相方の西野亮廣が原作、製作総指揮、脚本を担当した作品。カジサックとして声優で参加し、エンドロールにも名前が記載されている。ちなみに収録時はVOICE ACTOR KAJISACというコートを着て収録をしている。なお、この動画はコントで、現場到着の際、リムジンから出てきたり、トンボの服装がスーツだったり、収録中にふざけたりしている。また、毎週キングコングなどで、この動画の裏側を話していて、ハプニングなども起きていたことも話している[動画 64]。町人Aが動画内でも即興でフラれることがよくある。

- ピーターラビット2/バーナバスの誘惑(2021年6月25日) - サムエル 役

### 商品
- パインアメ - カジサックが経営企画室係長に就任し、各所で宣伝活動を行っている[24]。

### 書籍
- 家族。 - 2022年7月13日

## イベント

### オフ会
- チームカジサックオフ会～カジサックファミリー・ツネファミリーもくるよ～（2022年8月16日、京都府、よしもと祇園花月）
- チームカジサックオフ会in東京 ～カジサックファミリー・ツネファミリーもくるよ～（2023年3月31日、東京都、浅草公会堂）
- チームカジサックオフ会in大阪～カジサックファミリー・ツネファミリーもくるよ〜（2024年4月2日、大阪府、森ノ宮ピロティホール）
- チームカジサックオフ会in東京～カジサックファミリー・ツネファミリーもくるよ～（2025年7月5日、東京都、イイノホール）

### 周年イベント
- カジサック5周年記念祭りin幕張メッセ～カジサックファミリー・りおちゃん・ツネ家全員集合（2023年10月29日、千葉県、幕張メッセ）
- カジサック6周年記念祭りinパシフィコ横浜〜カジサックファミリー・りおちゃん・ツネ家全員集合（2024年10月6日、神奈川県、パシフィコ横浜）